# Juan José Maíztegui Besoitaiturria
Juan José Maíztegui Besoitaiturria CMF (ur. 14 lipca 1926 w Iurreta, zm. 28 września 1943) – hiszpański duchowny katolicki posługujący w Panamie, wikariusz apostolski Darién 1926-1932, a następnie biskup pomocniczy i arcybiskup metropolita Panamy 1932-1943.

## Życiorys
Święcenia kapłańskie 29 czerwca 1902.
14 lipca 1926 papież Pius XI mianował go wikariuszem apostolskim Darién ze stolicą tytularną Tanais. 17 października 1926 z rąk biskupa Johna Josepha Cantwella przyjął sakrę biskupią. W 1932 mianowany biskupem pomocniczym Panamy, a 24 lutego 1933 papież wyznaczył go na godność arcybiskupa metropolitę Panamy. Funkcję pełnił aż do swojej śmierci.
Zmarł 28 września 1943.